# De Hoeven (Beuningen)
De Hoeven is een woonwijk in Beuningen (Gelderland). De wijk is gebouwd in drie fases. De huizen zijn rond 1988/1990 gebouwd.

## Architectuur
Rijtjeshuizen, vrijstaandehuizen en 2 onder 1 kappers

## Straten
- Erf
- Lange Dreef
- Disselboom
- Strekel
- Gaffel
- Roskam
- Akkersleep
- Schaarweide
- Aker
- Haspel
- Mathaak

## Aantal woningen
526 woningen